# AS FOR ONE DAY
『AS FOR ONE DAY』（アズ・フォー・ワン・デイ）は、モーニング娘。の18枚目のシングル。2003年4月23日に発売された。

## 概要
前作『モーニング娘。のひょっこりひょうたん島』から約2ヶ月ぶりのリリースで、2003年のシングル第2弾。
保田圭の卒業前最後のシングル。アナグラムの要領でタイトルを並べ替えると、「ONE FOR YASDA」（保田のためのもの）となる。前作に続き6期メンバーは不参加。
『ハロー!モーニング。』（2003年4月20日放送）での新曲披露では、保田圭卒業企画の一環としてカメラが1曲まるまる保田だけを追い駆けるバージョンが放送された。
本作を最後に「女性グループシングルCDオリコン1位連続年」の記録が途絶えた。
次にオリコン1位になったの約3年半後にリリースされた「歩いてる」。
今作を最後に2週連続でのTOP10入りからも遠ざかっている。

## 収録曲
全作詞・作曲：つんく
1. AS FOR ONE DAY
編曲：鈴木Daichi秀行
  - シルク・ドゥ・ソレイユが演じた『キダム2003』のイメージソング。
  - 冒頭のセリフは加護亜依、1番と終盤のAメロは石川梨華が担当。フルートの音色が使われており、2番後の間奏にはソロもある。つんく♂曰く「どうしてもイントロにギリシャ楽器をいれたくて出来あがった曲」で、イントロや1番後の間奏、Aメロのフレーズに取り入れられている。
2. Never Forget (Rock ver.)
編曲：小西貴雄、酒井ミキオ
  - 「Memory 青春の光」のカップリング曲のリメイク（セルフカバー）。原曲は当時卒業を控えていた福田明日香がメインボーカルを務めていたが、今回は本作で卒業する保田がメインボーカル（ほとんどソロ）を務めた。アレンジはサブタイトルにあるようにロック色を強めたもので、原曲よりテンポが上がっている。
3. AS FOR ONE DAY (Instrumental)

## 参加メンバー
- 1期：飯田圭織、安倍なつみ
- 2期：保田圭、矢口真里
- 4期：石川梨華、吉澤ひとみ、辻希美、加護亜依
- 5期：高橋愛、紺野あさ美、小川麻琴、新垣里沙

## 参加ミュージシャン
- 鈴木Daichi秀行 - プログラミング&ギター（1）
- 弦一徹 - ストリングス（1）
- 井上信平 - フルート（1）
- 酒井ミキオ - プログラミング&ギター（2）
- 河村"カースケ"智康 - ドラム（2）
- 宗秀治 - ベース（2）
- 河口修二 - ギター（2）
- 上杉洋史 - オルガン（2）

## 収録アルバム
- ベスト! モーニング娘。2
- モーニング娘。 ALL SINGLES COMPLETE 〜10th ANNIVERSARY〜